# Bronzeeimer von Sasendorf

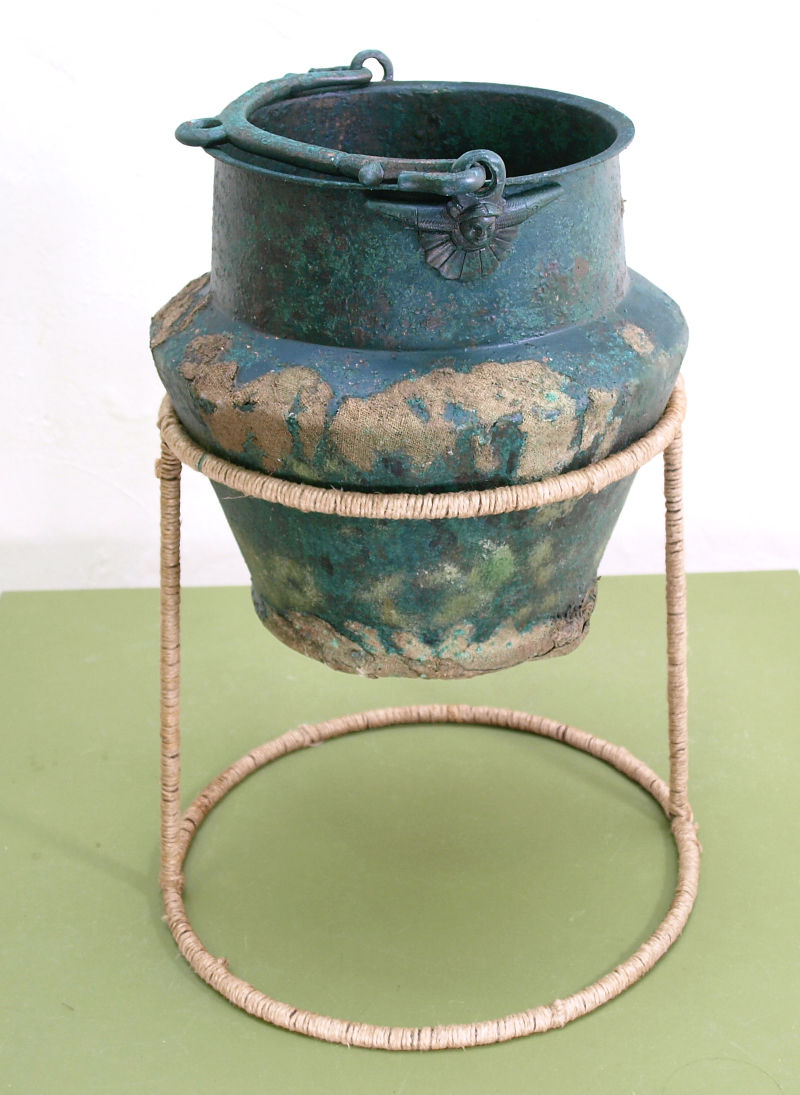
Bronzeeimer von Sasendorf
(in einer Halterung während einer Ausstellung)

Der Bronzeeimer von Sasendorf ist eine als Urne genutzte bronzene Situla aus römischer Herstellung. Sie wurde 2006 auf dem Areal eines germanischen Gräberfeldes aus der älteren römischen Kaiserzeit nahe Sasendorf bei Bad Bevensen in Niedersachsen freigelegt. Untersuchungen des Gefäßinhaltes ergaben, dass darin ein etwa 60 bis 70 Jahre alter Mann in der ersten Hälfte des 2. Jahrhunderts n. Chr. bestattet wurde.

## Fundgeschichte
Beim Bau einer Pipeline von Stade nach Teutschenthal durch das Chemieunternehmen Dow Chemical wurde im Jahr 2003 bei Sasendorf ein germanisches Gräberfeld aus dem 1. und 2. Jahrhundert n. Chr. entdeckt und archäologisch untersucht. Sämtliche Bestattungen waren durch den modernen Ackerbau geschädigt. Im Jahr 2005 untersuchte der Luftbildarchäologe Heinz-Dieter Freese das Fundareal mit einem Metalldetektor erneut. Er erhielt an einer Stelle ein Signal, das auf einen größeren Metallgegenstand schließen ließ. Im Jahr 2006 nahmen Vereinsangehörige des Freundeskreises für Archäologie in Niedersachsen (F.A.N.) die Ausgrabung des Objektes unter wissenschaftlicher Leitung des Archäologen Wilhelm Gebers vom Niedersächsischen Landesamt für Denkmalpflege vor. Beim Freilegen des in 90 Zentimeter Tiefe liegenden Bronzegefäßes zersplitterte das mürbe Material, was eine Blockbergung erforderte.

## Beschreibung

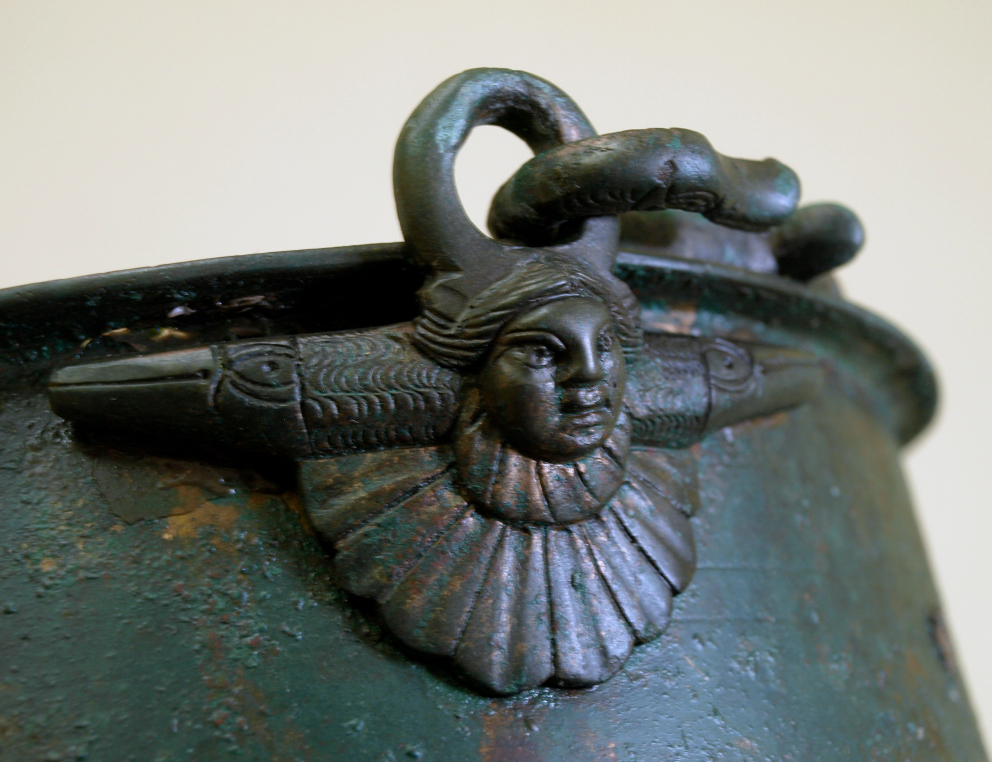
attasche als Frauenkopf

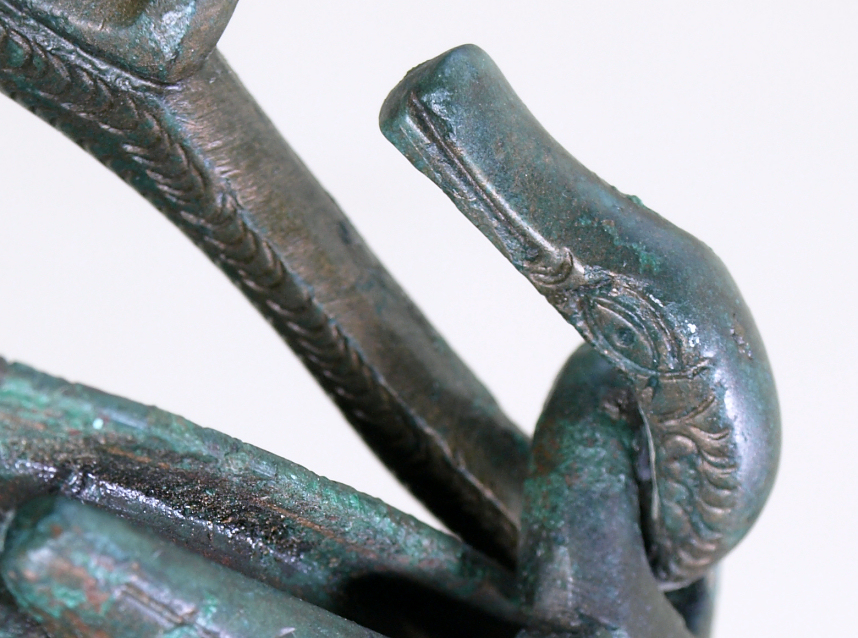
Henkelende als Vogelkopf mit Hals ausgebildet

Der Bronzeeimer hat eine Höhe von 25 cm und einen Durchmesser von 26,5 cm an der Gefäßschulter. Die Öffnung ist rund 19 cm breit und der Durchmesser der Standfläche beträgt 15 cm. Hergestellt wurde das Gefäß als Guss in verlorener Form und anschließender Bearbeitung auf der Drehbank. Der Henkel ist massiv aus Bronze und weist an der höchsten Stelle eine Aufhängeöse auf. Die Henkelenden sind als Vogelkopf mit Hals ausgebildet. Die außen angebrachten Attaschen des Henkels sind als Frauenkopf gearbeitet. An der Gefäßaußenwand haften stellenweise Gewebereste.
Im Gefäßinneren befanden sich der Leichenbrand eines Verstorbenen und verschiedene Gegenstände als Grabbeigabe. Dazu zählten ein Goldring, ein Knopf aus Kupfer, Nägel, eine Schere, ein Messer, Knochennadeln, eine Trompeten- und eine Kniefibel sowie über 100 kleine Schmelzfragmente aus Kupfer von der Leichenverbrennung.

## Funduntersuchungen
Die wissenschaftlichen Funduntersuchungen begannen im Jahr 2006 und dauerten, einschließlich der Restaurierung des Bronzeeimers, bis zum Jahr 2015 an; sie verursachten Kosten von etwa 5500 Euro.
Die erste Untersuchung im Jahr 2006 bestand in der Durchleuchtung der Blockbergung mittels CT durch das Unternehmen Daimler in Stuttgart. Sie zeigte innerhalb des Erdblocks einen situlaförmigen Eimer, der zur Hälfte mit Leichenbrand und metallischen Beigaben gefüllt war. Erst 2012 kam es zur Freilegung des Blocks in der Restaurierungswerkstatt des Niedersächsischen Landesamtes für Denkmalpflege, die von einem Vereinsmitglied des F.A.N. und dem Archäologen Wilhelm Gebers vorgenommen wurde.
Im Gefäßinneren befanden sich 1032 Gramm Leichenbrand, der anthropologisch und paläopathologisch untersucht wurde. Den Untersuchungen zufolge war der Verstorbene vor seinem Tod länger bettlägerig und litt unter Arthrose sowie Osteoporose. Weitere Krankheitsanzeichen waren eine Kieferhöhlenentzündung und Parodontitis. Seine einstige Größe wird auf 1,74 Meter plus/minus 8 cm geschätzt.

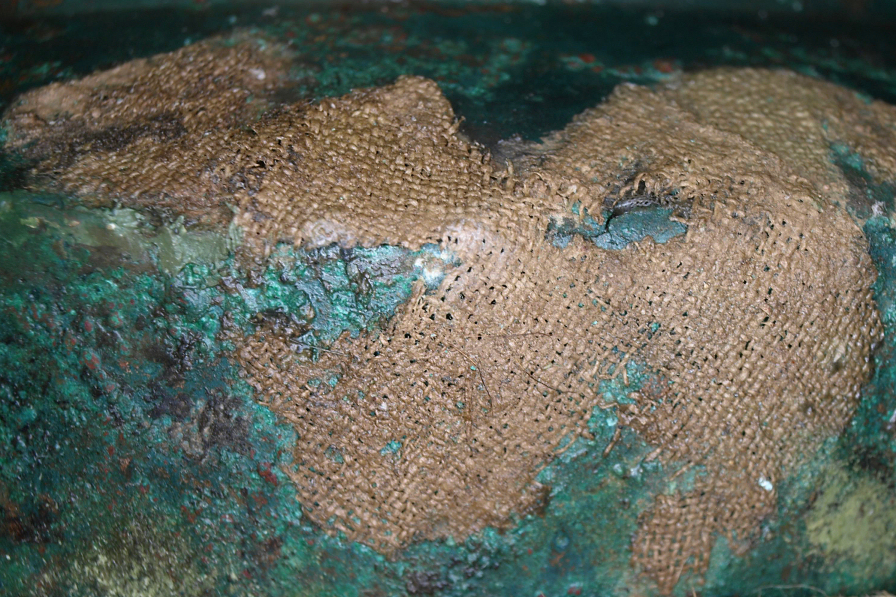
Gewebeanhaftungen am Gefäß

Die Untersuchungen zur Herkunft der Metallgegenstände nahmen die Chemiker Carla Vogt und Robert Lehmann vom Institut für Anorganische Chemie der Universität Hannover vor. Auf Grundlage der Bestimmung der Bleiisotopenverhältnisse ließ sich als Herkunftsort des Metalls des Eimers das Rheinische Schiefergebirge bestimmen. Das Metall (Silber/Kupfer) der im Eimer enthaltenen Grabbeigaben stammt aus dem ostalpinen Raum und ebenfalls aus dem Rheinischen Schiefergebirge und damit römischen Gebieten des 2.–4. Jahrhunderts.
An den außen am Gefäß anhaftenden Geweberesten wurde eine Textil- und Faseruntersuchung vorgenommen. Danach handelt es sich um pflanzliche Fasern, wahrscheinlich um Flachsfasern.

## Präsentation
Eine erste temporäre Ausstellung der Funde unter dem Titel „Alles im Eimer“ fand 2015 in Scharnebeck statt., weitere Präsentationen erfolgen 2018 in Bad Fallingbostel und im Archäologischen Museum Hamburg.